# 達爾科·拉佐維奇
達爾科·拉佐維奇（發音：[dǎːrko lâːzoʋitɕ]；1990年9月15日—）是一位塞爾維亞足球運動員。在場上的位置是邊鋒。現效力於意甲球隊維羅納。2011年，他被選為塞爾維亞足球超級聯賽最佳年輕球員。

## 外部連結
- 達爾科·拉佐維奇 個人資料 於reprezentacija.rs
- Darko Lazović （页面存档备份，存于） at Utakmica.rs （塞爾維亞語）